# Duma (Siria)
Duma (in arabo: دوما, trasl. Dūmā), o Douma, è un centro abitato della Siria situato nel governatorato del Rif di Damasco ed è capoluogo dell'omonimo distretto.
Nel 2018 è divenuto il quartier generale dell'organizzazione islamista Jaysh al-Islam, una delle varie fazioni coinvolte nella guerra civile siriana contro il governo di Bashar al-Assad. Il 7 aprile 2018 è stato teatro di un presunto attacco chimico che ha provocato la morte di oltre cento persone.